# Biblis nectanabis
Biblis nectanabis är en fjärilsart som beskrevs av Hans Fruhstorfer 1909. Biblis nectanabis ingår i släktet Biblis och familjen praktfjärilar. Inga underarter finns listade i Catalogue of Life.